# Pumori
El Pumori (o Pumo Ri) és una muntanya de l'Himàlaia, situada a la frontera entre el Tibet i el Nepal, uns vuit quilòmetres a l'oest de l'Everest.
El seu nom vol dir "germana soltera" en el dialecte tibetà de la zona, fou posat per George Mallory. Els alpinistes l'anomenen sovint "La Filla de l'Everest".
El seu cim és força concorregut per la seva relativa facilitat en comparació amb els veïns Everest i Lhotse.
La primera ascensió al Pumori es realitzà el 1962 per Gerhard Lenser, membre d'una expedició suïsso-alemanya.
La primera ascensió catalana i de l'estat espanyol al Pumori va ser realitzada per Jaume Matas, Joan Alarcón i Pere Rodés el 9 de maig de 1985 per una nova ruta a la cara sud-est anomenada via catalana.